# Gianluca Bollini
Gianluca Bollini là một cầu thủ bóng đá người San Marino thi đấu cho Sporting NovaValmarecchia và Đội tuyển bóng đá quốc gia San Marino, sinh ngày 24 tháng 3 năm 1980.